# Agny
Agny är en kommun i departementet Pas-de-Calais i regionen Hauts-de-France i norra Frankrike. Kommunen ligger i kantonen Arras-Sud som tillhör arrondissementet Arras. År 2022 hade Agny 1 863 invånare.

## Befolkningsutveckling
Antalet invånare i kommunen Agny
| Referens: INSEE |